# Bistum Callao
Das Bistum Callao (lateinisch Dioecesis Callaënsis, spanisch Diócesis del Callao) ist eine in Peru gelegene römisch-katholische Diözese mit Sitz in Callao.

## Geschichte
Das Bistum Callao wurde am 29. April 1967 durch Papst Paul VI. mit der Apostolischen Konstitution Aptiorem Ecclesiarum dispositionem aus Gebietsabtretungen des Erzbistums Lima errichtet und dem Erzbistum Lima als Suffraganbistum unterstellt.

## Bischöfe von Callao
- Eduardo Picher Peña, 3. August 1967 – 31. Mai 1971, dann Erzbischof von Huancayo
- Luis Vallejos Santoni, 20. September 1971 – 14. Januar 1975, dann Erzbischof von Cuzco
- Ricardo Durand Flórez SJ (Erzbischof ad personam), 14. Januar 1975 – 17. August 1995
- Miguel Irízar Campos CP, 17. August 1995 – 12. Dezember 2011
- José Luis del Palacio y Pérez-Medel, 12. Dezember 2011 – 15. April 2020
- Luis Alberto Barrera Pacheco MCCJ, seit 17. April 2021